# Monte de los Olivos, Cintalapa
Monte de los Olivos är en ort i Mexiko.   Den ligger i kommunen Cintalapa och delstaten Chiapas, i den sydöstra delen av landet, 600 km sydost om huvudstaden Mexico City. Monte de los Olivos ligger 662 meter över havet och antalet invånare är 285.
Terrängen runt Monte de los Olivos är kuperad åt nordväst, men åt sydost är den platt. Runt Monte de los Olivos är det ganska glesbefolkat, med 26 invånare per kvadratkilometer. Närmaste större samhälle är Cintalapa de Figueroa, 17,1 km öster om Monte de los Olivos. I omgivningarna runt Monte de los Olivos växer huvudsakligen savannskog.